# Tubfiber
Tubfiber war ein brasilianischer Hersteller von Automobilen.

## Unternehmensgeschichte
Das Unternehmen hatte seinen Sitz im Stadtteil Ipiranga von São Paulo. Es fertigte in den ersten Jahren der 1990er Jahre Automobile und Kit Cars. Der Markenname lautete Tubfiber.

## Fahrzeuge
Ein Modell war ein VW-Buggy. Er wird als Plagiat des Buggies von Coyote bezeichnet. Auf einen Rohrrahmen wurde eine offene Karosserie montiert. Ein luftgekühlter Vierzylinder-Boxermotor im Heck trieb die Hinterräder an.
Weiterhin sind Baja Bug und Brasilia Bug auf Basis VW Brasília, Fahrzeuge mit Rohraufbau für Autocross und Pick-ups auf Basis VW Käfer überliefert.